# Alviniconcha
Alviniconcha là một chi động vật thân mềm chân bụng sống ở biển, trong họ Provannidae.

## Các loài
- Alviniconcha hessleri  (Okutani & Ohta, 1988)